# Shadowyze
Shadowyze, también conocido como Shawn Enfinger, es un rapero estadounidense. Ha sacado tres álbumes, Murder In Our Backyard en 2000, Spirit Warrior un año después y World of Illusions en 2002.

## Discografía

### Álbumes
- Murder In Our Backyard (2000)

1. "Murder in Our Backyard" (Radio Edit)
2. "Murder in Our Backyard" (Techno)
3. "Spirit Warrior" (Club)
4. "Spirit Warrior" (Radio Edit)
5. "Thievery of Time" (Radio Edit)

- Spirit Warrior (2001)

1. "Warrior's Intro"
2. "Ancestral Spirits"
3. "Murder in Our Backyard" (Rap Version)
4. "Wave Ya Hands"
5. "Code Talkers"
6. "Do You Understand"
7. "Women 'Round the World"
8. "Warrior"
9. "Medicine for the People"
10. "Pedigree"
11. "Livin' on the Edge"
12. "Spirit Warrior"
13. "Murder in Our Backyard" (Techno Version)
14. "That's How We Do It Down Here"
15. "My Rez to Your Rez" (Remix)
16. "Aim for Freedom"
17. "Thievery of Time"
18. "Paper Makes Their World Go 'Round "

- World of Illusions (2002)

1. "Intro"
2. "Diary of a Hustler"
3. "Trixter"
4. "Everything"
5. "Who Am I"
6. "Crunkadellic"
7. "Make Them Bones"
8. "World of Illusions"
9. "Who's Tha One"
10. "Family Tree"
11. "Ozone"
12. "Arsenal" (Remix)
13. "Enter the Circle"
14. "Obonee"
15. "Lost You"
16. "Let the World Gather Round"

- Datos: Q6126788